# El Omrane Supérieur
El Omrane Superior (àrab: العمران الأعلى, al-ʿUmrān al-Aʿlà) és una delegació o mutamadiyya de la governació de Tunis, al nord de la ciutat de Tunis, formada per la part al nord de la delegació d'El Omrane. L'aglomeració d'El Omrane Superior, sorgida per l'expansió d'El Omrane, toca a la governació d'Ariana, i limita a l'oest amb la delegació d'Ettadhamen i a l'est amb la delegació d'El Menzah. Té una població de 70.780 habitants.

## Administració
Com a delegació o mutamadiyya, duu el codi geogràfic 11 56 (ISO 3166-2:TN-12) i està dividida en nou sectors o imades:
- Cité Ibn Khaldoun I (11 56 51)
- El Romana (11 56 52)
- Cité Ibn Khaldoun II (11 56 53)
- Cité Ibn Khaldoun VI (11 56 54)
- Cité El Intilaka (11 56 55)
- El Omrane Supérieur (11 56 56)
- El Nassim (11 56 57)
- Ahmed Tlili (11 56 58)
- Es-Sadique (11 56 59)

Al mateix temps, constitueix una de les circumscripcions o dàïres, amb codi geogràfic 11 11 15, de la municipalitat o baladiyya de Tunis (codi geogràfic 11 11).